# ヨン・インゲ・キョールム
ヨン・インゲ・キョールム（Jon Inge Kjørum、1965年5月23日 - ）は、ノルウェー、ハーマル出身の元スキージャンプ選手。1986年から1992年に国際大会で活躍した。

## プロフィール
彼の最もよく知られた実績は1988年のカルガリーオリンピックで団体銅メダル獲得、1989年ノルディックスキー世界選手権での団体銀メダル獲得である。
カルガリーオリンピックでは個人90m級で15位に終わったが、オーレ・クリスチャン・エイドハンメル、オーレ・グンナル・フィディエステール、エリック・ヨーンセンと組んだ団体戦で銅メダルを獲得した。翌年の世界選手権では個人90m級15位、個人70m級5位、団体戦ではマグネ・ヨハンセン、クラス・ブレーデ・ブローテン、フィディエステールとともに銀メダルを獲得した。
スキージャンプ・ワールドカップでは1989年1月14日のリベレツ（チェコスロバキア）で優勝している（ワールドカップではこの1勝のみ）。このシーズンがベストの成績で、スキージャンプ週間では4試合とも一桁順位で総合6位、ワールドカップ総合でも6位に入っている。また、ノルウェー選手権では1987年と1989年に70m級で、1988年に90m級でそれぞれ優勝した。
1991-1992シーズン終了とともに現役を引退した。